# Рыжаков, Михаил Викторович
Михаил Викторович Рыжаков (род. 1 июля 1948 года) — советский и российский учёный-педагог, академик РАО (2005).

## Биография
Родился 1 июля 1948 года в Москве.
В 1972 году — окончил Московский областной педагогический институт имени Н. К. Крупской, получив квалификацию учителя географии средней школы.
После окончания ВУЗа работал учителем географии в московской средней школе № 316, с 1975 по 1978 годы — работал в Народной Республике Конго.
В 1999 году — защитил докторскую диссертацию, тема: «Теоретические основы разработки государственного стандарта общего среднего образования».
С 1978 года — работает в Научно-исследовательском институте содержания и методов обучения Академии педагогических наук СССР (сейчас — Российская академия образования), пройдя путь от лаборанта до директора Института содержания и методов обучения Российской академии образования.
В 2001 году — избран членом-корреспондентом, в 2005 году — избран академиком РАО от Отделения общего среднего образования.

## Научная деятельность
Российский специалист в области дидактики общего среднего образования и методики преподавания географии.
Сфера научных интересов: содержание среднего образования, разработка государственных образовательных стандартов общего образования.
Под его научным руководством и при непосредственном участии были созданы федеральные государственные образовательные стандарты общего среднего образования первого поколения, разработан комплекс нового научно-методического обеспечения стандартов второго поколения, внедрять которые начали в 2010 году.
Один из разработчиков концепции профильного обучения в старших классах средней школы, которая успешно реализовалась в 2004 году и стала одним из важнейших направлений развития общеобразовательной школы России.
Под его руководством осуществлялись фундаментальные исследования Российской академии образования по двум комплексным программам, включающим десять исследовательских проектов, в которых принимали участие восемь институтов академии.
В течение многих лет руководит работой двух всероссийских журналов «География в школе» и «Стандарты и мониторинг в образовании», являлся заместителем председателя комиссии РАО по экспертизе школьных учебников, входил в состав Президиума Межведомственной комиссии по присуждению премий Правительства Российской Федерации в области образования. В течение ряда лет работал в составе делегации СССР в Международном жюри ЮНЕСКО по присуждению премий в области распространения грамотности в мире.
Под его руководством и при непосредственном участии был реализован совместный проект Российской академии наук, Российской академии образования и издательства «Просвещение» «Академический школьный учебник».
Автор более 200 научных работ, монографий, статей в научной и периодической печати.
Является одним из основных разработчиков Государственных образовательных стандартов общего среднего образования в Российской Федерации; соредактором и составителем монографии, обобщающей исследования РАО в области стандартов образования «Государственные образовательные стандарты в системе общего образования. Теория и практика».
- «Грамотность — великое достижение современной эпохи и социального прогресса» (1979).
- «Обучение географии по усовершенствованной программе» (1985).
- «Единый уровень содержания общего среднего образования. География» (1987).
- «Географическое образование в школе будущего» (1988).
- «Обучение географии и воспитание личности» (1990).
- «Стандарт географического образования в средней школе» (1993).
- «Концепция федеральных компонентов образовательного стандарта начального общего, основного общего и среднего (полного) общего образования» (1994).
- «Компетентностный подход к разработке стандартов общего образования» (2004).
- «О разработке концептуальных основ федерального компонента государственных стандартов общего образования второго поколения» (2005).
- «Академический школьный учебник: вопросы методологии» (2005).
- «Модульно-рейтинговая система в профильном обучении: методические рекомендации» (2005).
- «Образование как фактор национального единения и социального прогресса» (2006).
- «Учебник как научно-педагогическая проблема» (2007).
- Учебники «Естествознание» и «Природоведение» для 5 и 6 классов (2007–2008).
- «Россия — Китай: образовательные реформы на рубеже XX–XXI в.» (2007).
- «Модели и структуры содержания общего среднего образования: отечественный и зарубежный опыт» (2012).
- «Учебные планы школ России» (2012).
- «Очерки истории становления и развития методик общего среднего образования» в 2 томах (2014).
- «Современные тенденции развития непрерывного педагогического образования» (2016).
- «Концепция функциональной грамотности школьников: математика и информатика» (2016).
- «Россия-Китай. Тенденции развития образования в XXI веке» (2019).
- «Уроки и опыт разработки государственных об- разовательных стандартов в Российской Федерации» (2019).
- «На пути к стандартам третьего поколения» (2021).
- «Уроборос» (2022).

## Критика
По данным вольного сетевого сообщества «Диссернет», являлся оппонентом на защите двух докторских диссертаций, защищенных в 2007 году, а также являлся научной руководителем кандидатской диссертации (по которой в дальнейшем было удовлетворено заявление о лишении ученой степени), которые содержат масштабные заимствования, не оформленные как цитаты.

## Награды
- Медаль ордена «За заслуги перед Отечеством» II степени (2013)
- Медаль К. Д. Ушинского (2002)
- Нагрудный знак «Почётный работник общего образования Российской Федерации» (2004)
- Почётная грамота Министерства образования и науки Российской Федерации (2006)
- Нагрудный знак «Почётный работник образования Республики Казахстан» (2007)